# 655

## Hlavy států
- Papež – Martin I. (649–654/655)? » Evžen I. (654/655–657)
- České země (Sámova říše) – Sámo
- Byzantská říše – Konstans II.
- Franská říše
  - Neustrie & Burgundsko – Chlodvík II. (639–658)
  - Austrasie – Sigibert III. (634–656) + Grimoald (majordomus) (643–657)
- Anglie
  - Wessex – Cenwalh
  - Essex – Sigeberht II. Dobrý
  - Mercie – Penda » Peada
- První bulharská říše – Kuvrat (630–641/668)?